# La India
Линда Вьера Кабальеро (исп. Linda Viera Caballero; 9 марта 1969, Рио-Пьедрас, Пуэрто-Рико), более известная как La India или Принцесса сальсы (исп. La Princesa de la Salsa) — пуэрто-риканская певица.

## Биография
Родилась в Пуэрто-Рико, но родители вскоре переехали в Нью-Йорк. В 14 лет стала участницей группы TKA, затем подписала контракт с Reprise Records и в 1990 году выпустила первый сольный альбом «Breaking Night». Известный пуэрто-риканский музыкант Эдди Пальмьери предложил Кабальеро записать, впоследствии признанный удачным, альбом «Llego la India» (1992) в жанре сальса. В 1994 году вышел другой успешный альбом в этом стиле «Dicen Que Soy», в дальнейшем ещё несколько альбомов. В настоящее время La India, наряду с Марком Энтони, среди самых популярных исполнителей в стиле «сальса».

## Дискография
- Breaking Night (1990)
- Llegó la India Via Eddie Palmieri (1992)
- Dicen Que Soy (1994)
- Jazzin' with Tito Puente (1996)
- Sobre el Fuego (1997)
- Sola (1999)
- Latin Songbird: Mi Alma Y Corazón (2003)
- Soy Diferente (2006)
- Unica (2010)